# Тврђава Оштрик
Оштрик је средњовековна тврђава у Србији која се налазила у Полимљу, а њена тачна локација није утврђена. У изворима се јавља два пута, средином XV века, као део државе херцега Стефана Вукчића Косаче:
1. 20.01.1448. године, када се помиње као утврђење
2. 01.06.1454. године, када се помиње као град са утврђењем и облашћу око њега

Историчари су понудили неколико могућих локација ове тврђаве
- Брдо Оштрик са узвишењем Градина код Прибојских Челица (Михајло Динић)
- Брдо Оштрик изнад ушћа Бистрице у Лим
- Оштрик изнад Бучја код кога се налазе Градина и Подградина (Душан Спасић)

## Напомена
1. ↑  Михајло Динић је на основу његовог помињања између Ковина и Милешевца (1448) односно Милешевца и Ковина (1454) закључио да се Оштрик налазио у Полимљу.